# 増井孝子
増井 孝子（ますい たかこ、3月5日 - )は、日本の映画評論家、ラジオパーソナリティ。

## 来歴・人物
- 兵庫県西宮市出身。神戸女学院大学卒業。
- ニックネーム：オタカ・NEKO、NEKO。オタカはひらがなで表記されることがある。
- 血液型：A型
- 趣味・特技：パーソナルカラーアナライズ、
- 好きな音楽：ジャズ・映画音楽、
- 好きな食べ物：お好み焼き・カレー
- 趣味：犬と遊ぶこと（犬の名前はトイブードルの「テラ」）
- 大変英語が堪能なことでも知られている。
- 以前は年に一回、3月の終わりに、一日限定で妹尾和夫作の舞台に桜井一枝、小山乃里子とともに行っていた。
- 神戸女学院大学時代にラジオ大阪で、交通ニュースのアルバイトをしたのがきっかけで、映画の番組を担当するようになり放送界へ。以来、映画評論家・シネマキャスターとして映画評論や紹介記事の執筆、番組でも紹介。またイベント等の司会のほか、カラーアナリストとしても活動中。
- パーソナリティとして板東英二、池田幾三、やしきたかじん、円広志、原田伸郎、ばんばひろふみ、藤本義一ら、多くの有名人の相手役を担当。
- さくらFMには、西宮コミュニティ放送として設立された当時から携わっており、番組出演とともに非常勤のプロデューサーを務める。
- 夫は歯科医であり、二代続く開業医である。大学生を息子に持つ母親でもある。
- ばんばひろふみとは、公私共に旧知の仲である。

## 出演

### ラジオ
現在
- Playlist of Harborland（ラジオ関西 水曜 13:37 - 15:00、2019年4月3日 - ）
- ほぐすらじお（MBSラジオ）
- いつか聴いた歌（西宮コミュニティ放送）土曜 21:00〜21:50（再放送 日曜 10:00〜10:50）提供：西宮市
- わがまち わがふるさと （西宮コミュニティ放送）日曜 21:00〜21:50 提供：大関株式会社／西宮市商工会議所

過去
- 朝のポップス（NHK-FM）
- バンバン・タカコのサテライト、スペシャル（ラジオ関西 1974年）
- ライブアライブスペシャル（ラジオ関西 1978年）
- 土曜バンバン!やってもいいかな?!（ラジオ関西）
- 金曜バンバン ゴメンネ!?ばんばひろふみDE（ラジオ関西）
- 神戸アコースティックストーリー（ラジオ関西）
- テレテレサタデーリクエスト（ラジオ関西）
- PORT JUBILEE（ラジオ関西）
- 増井孝子のYesterday Once More（ラジオ関西）日曜 21:00〜21:50　2006年10月8日
- ばんばひろふみ!ラジオ・DE・しょー!（ラジオ関西）
- パーフェクト・ジョッキー（朝日放送ラジオ）
- おはようSUNSUN原田伸郎（MBSラジオ）
- ごきげんさん3時です (MBSラジオ、水曜日担当)
- それゆけ!水曜池田幾三 （MBSラジオ）
- それゆけ!金曜板東英二 （MBSラジオ）
- 茶屋町音楽アワー（MBSラジオ）下半期（ナイターオフ）期間中の番組（2005年オフより、土曜日を担当）
- 日曜出勤生ラジオ（MBSラジオ）（2006年3月より6月まで、鳥居睦子のピンチヒッターを担当）
- ラジオの達人（MBSラジオ）（2006年4月より、月曜深夜を担当）
- 大人のわがまま（MBSラジオ）2008年4月 - 2009年3月。毎月第1週を担当。
- POWER RADIO OBC（ラジオ大阪）
- 増井孝子の100万人の青春ソング（ラジオ大阪）
- 増井孝子の元気関西人（ラジオ大阪）
- 増井孝子の元気未来人（ラジオ大阪）
- 映画のこころ（FM COCOLO）2006年10月スタート
- 芦澤魁作 MUSIC ALCHEMY（FM COCOLO）
- 阪急アワー・スクリーングラフィティ（FM OSAKA）

### テレビ
過去
- KTV名画劇場（関西テレビ）

ほか

### 特番
- 2005年9月11日 22:45 - 24:30、「総選挙・ラジオDEしょー! 第44回衆議院議員総選挙特別番組」という特別番組を、増井孝子、木村三恵をメインキャスターに、当確速報及び票読み、当確者への電話インタビュー、神戸市内及び姫路市内の中継車レポート、ゲストコメンテーターを迎えてのトーク、注目の6区中心の事務所レポート中継、兵庫選挙区情勢・全国情勢についてのデスク解説などを織り込みながら進めた。

### その他
- ヤマハポピュラーソングコンテスト つま恋本選会 第16回-第26回 司会